# Nekrolog November 2024
Nekrolog
◄◄
| ◄
| 2020
| 2021
| 2022
| 2023
| 2024 | 2025
Januar |
Februar |
März |
April |
Mai |
Juni |
Juli |
August |
September |
Oktober |
November |
Dezember 2024
Weitere Ereignisse | Allgemeiner Nekrolog 2024
Die Beschreibung der verstorbenen Person sollte so kurz wie möglich gehalten sein und nur deren signifikante Tätigkeit(en) enthalten.
Neue Namen ggf. auch unter dem Geburts- und Sterbedatum, also etwa unter 1. Januar und im Geburts- und Sterbejahr (2024) eintragen (nur bei entsprechender großer Wichtigkeit). Für Beispiele siehe die schon vorhandenen Artikel.
Außerdem über die fünf zuletzt Verstorbenen, zu denen es einen ausreichend guten Artikel für eine Präsentation auf der Hauptseite gibt, nach der todesbedingten Überarbeitung der Artikel ggf. auch unter Wikipedia Diskussion:Hauptseite informieren und sie am besten auch in den anderen Wikipedia-Sprachversionen eintragen. Tipp: Regelmäßig bei news.google.de nach „ist tot“, „gestorben“ oder „verstorben“ suchen.
Wenn eine Person gestorben ist, gibt es viele Seiten zu dieser Person in der Wikipedia, die davon auch betroffen sind und entsprechend aktualisiert werden müssen. Beispiele: Namenübersichtsseite, Geburtsjahr, Geburtsort-Seiten und viele mehr.
Wie finde ich die betroffenen Seiten?
Im Suchfeld auf der linken Seite gibt man den Suchbegriff so ein: „Vorname Nachname“. Dann klickt man auf Volltext und alle Seiten mit entsprechendem Suchtext werden aufgerufen. Hier sieht man dann schnell, wo auch das Todesjahr Sinn macht oder sogar ein Teil des Artikels angepasst werden muss. Auch hilft das „Werkzeug“ auf der linken Seite sehr gut, um solche Seiten aufzufinden: „Links auf diese Seite“. Somit ist die Wikipedia wieder aktuell in allen Bereichen! Hinweis: bei Eintragung der Kategorie „Gestorben JAHR“ wird der Missbrauchsfilter 49 ausgelöst, was jedoch nicht schlimm ist. Siehe: Spezial:Missbrauchsfilter/49
Dies ist eine Liste von im November 2024 verstorbenen bekannten Persönlichkeiten. Die Einträge erfolgen innerhalb der einzelnen Daten alphabetisch sortiert. Tiere sind im Nekrolog für Tiere zu finden.

## November
Bearbeitungshinweis: Neue Todesfälle bitte absteigend nach Tagen geordnet eintragen. Die Todesfälle desselben Tages bitte in alphabetischer Reihenfolge einfügen.
| Tag          | Name                            | Beruf, bekannt als                                                                                            | Alter | Beleg                             |
| ------------ | ------------------------------- | --- | ----- | --------------------------------- |
| 30. November | Steve Alaimo                    | US-amerikanischer Sänger und Musikproduzent                                                                   | 84    |                                   |
| 30. November | Gawdat al-Malt                  | ägyptischer Ökonom                                                                                            | 89    |                                   |
| 30. November | Giorgio Bellini                 | Schweizer Politaktivist                                                                                       | 79    |                                   |
| 30. November | Karl-Ludwig von Bezing          | österreichisch-südafrikanischer Mineralsammler und Amateur-Mineraloge                                         | 79    | doi:10.1080/00357529.2025.2451593 |
| 30. November | Lou Carnesecca                  | US-amerikanischer Basketballtrainer                                                                           | 99    |                                   |
| 30. November | Christian Dräger                | deutscher Unternehmer und Mäzen                                                                               | 90    |                                   |
| 30. November | Hans Hammerschmid               | österreichischer Pianist, Arrangeur und Komponist                                                             | 94    |                                   |
| 30. November | Erhard Hartstock                | deutscher Archivar und Historiker                                                                             | 85    |                                   |
| 30. November | Hans Günther Merk               | deutscher Beamter                                                                                             | 94    |                                   |
| 30. November | Issa N’Diaye                    | malischer Philosoph und Politiker                                                                             | 76    |                                   |
| 30. November | Ulrich Olshausen                | deutscher Jazzjournalist und Musikproduzent                                                                   | 91    |                                   |
| 30. November | Ladislav Rygl                   | tschechoslowakischer Skisportler                                                                              | 77    |                                   |
| 30. November | Günter Saalmann                 | deutscher Schriftsteller und Musiker                                                                          | 88    |                                   |
| 29. November | Abdoulie Bojang                 | gambischer Politiker                                                                                          | 64    |                                   |
| 29. November | Marshall Brickman               | US-amerikanischer Drehbuchautor, Filmregisseur und Musiker                                                    | 83    |                                   |
| 29. November | Sydney Galès                    | französischer Physiker                                                                                        | 81    |                                   |
| 29. November | Horst Gronemeyer                | deutscher Bibliothekar und Germanist                                                                          | 90    |                                   |
| 29. November | Dale Hamer                      | US-amerikanischer Football-Schiedsrichter                                                                     | 87    |                                   |
| 29. November | Josef Jelínek                   | tschechoslowakischer Fußballspieler                                                                           | 83    |                                   |
| 29. November | Christiane Klapisch-Zuber       | französische Historikerin                                                                                     | 88    |                                   |
| 29. November | Alois Lanč                      | slowakischer Schachspieler                                                                                    | 76    |                                   |
| 29. November | Wayne Northrop                  | US-amerikanischer Schauspieler                                                                                | 77    |                                   |
| 29. November | Friedhelm Runge                 | deutscher Unternehmer und Sportfunktionär                                                                     | 85    |                                   |
| 29. November | Gerd Schön                      | deutscher Physiker                                                                                            | 76    |                                   |
| 29. November | Sieglind Spieler                | deutsche Schriftstellerin und Lyrikerin                                                                       | 90    |                                   |
| 29. November | Peter Westbrook                 | US-amerikanischer Fechter                                                                                     | 72    |                                   |
| 28. November | Juri Barabasch                  | sowjetischer bzw. russischer Kulturpolitiker und Journalist                                                   | 93    |                                   |
| 28. November | Wolfgang Becker                 | deutscher Kunsthistoriker und Museumsdirektor                                                                 | 88    |                                   |
| 28. November | Konrad Canis                    | deutscher Historiker                                                                                          | 86    |                                   |
| 28. November | Janine Connes                   | französische Astronomin                                                                                       | 98?   |                                   |
| 28. November | René De Rey                     | belgischer Radrennfahrer                                                                                      | 93    |                                   |
| 28. November | Günter Hoffmann                 | deutscher Fußballspieler und -trainer                                                                         | 90    |                                   |
| 28. November | Yormie Johnson                  | liberianischer Politiker und Warlord                                                                          | 72    |                                   |
| 28. November | Christian Krause                | deutscher Bischof                                                                                             | 84    |                                   |
| 28. November | Ananda Krishnan                 | malaysischer Unternehmer                                                                                      | 86    |                                   |
| 28. November | Raymond Maffiolo                | Schweizer Fußballspieler                                                                                      | 86    |                                   |
| 28. November | Lasse Nielsen                   | dänischer Regisseur und Drehbuchautor                                                                         | 74    |                                   |
| 28. November | Silvia Pinal                    | mexikanische Schauspielerin und Politikerin                                                                   | 93    |                                   |
| 28. November | Roeland Raes                    | belgischer Politiker                                                                                          | 90    |                                   |
| 28. November | Dieter Schnabel                 | deutscher Rechtsanwalt und Kulturjournalist                                                                   | 89    |                                   |
| 28. November | Marc Seaberg                    | deutscher Schlagersänger                                                                                      | 78    |                                   |
| 28. November | Hans-Joachim Tröger             | deutscher Schwimmer                                                                                           | 89    |                                   |
| 28. November | Margit Voss                     | deutsche Journalistin und Filmkritikerin                                                                      | 93    |                                   |
| 27. November | Maria Alexandru                 | rumänische Tischtennisspielerin                                                                               | 84    |                                   |
| 27. November | Thomas Hylland Eriksen          | norwegischer Sozialanthropologe                                                                               | 62    |                                   |
| 27. November | Artt Frank                      | US-amerikanischer Jazzmusiker und Autor                                                                       | 91    |                                   |
| 27. November | Georges Gilson                  | französischer Erzbischof                                                                                      | 95    |                                   |
| 27. November | Elizabeth Hatton                | britische Fotografin                                                                                          | 17    |                                   |
| 27. November | Friedhelm Krüger                | deutscher Theologe und Hochschullehrer                                                                        | 88    |                                   |
| 27. November | Leonor González Mina            | kolumbianische Sängerin, Schauspielerin und Folkloristin                                                      | 90    |                                   |
| 27. November | Takashi Inoguchi                | japanischer Politikwissenschaftler                                                                            | 80    |                                   |
| 27. November | Schalom Nagar                   | israelischer Scharfrichter                                                                                    | 86    |                                   |
| 27. November | Jean de Palacio                 | französischer Komparatist und Schriftsteller                                                                  | 93    |                                   |
| 27. November | Adam Somner                     | US-amerikanischer Regieassistent und Filmproduzent                                                            | 57    |                                   |
| 27. November | Bengt-Arne Strömberg            | schwedischer Fußballtrainer                                                                                   | 70    |                                   |
| 26. November | Jim Abrahams                    | US-amerikanischer Filmregisseur und Drehbuchautor                                                             | 80    |                                   |
| 26. November | Karin Baal                      | deutsche Schauspielerin                                                                                       | 84    |                                   |
| 26. November | Sascha Oliver Bauer             | deutscher Regisseur, Schauspieler, Synchron- und Hörspielsprecher und Kulturmanager                           | 45    |                                   |
| 26. November | Victor Brombert                 | US-amerikanischer Romanist und Weltkriegsveteran                                                              | 101   |                                   |
| 26. November | René Burkhalter                 | Schweizer Sportfunktionär                                                                                     | 90    |                                   |
| 26. November | Birgitta Dahl                   | schwedische Politikerin                                                                                       | 87    |                                   |
| 26. November | Jan Furtok                      | polnischer Fußballspieler, -trainer und -funktionär                                                           | 62    |                                   |
| 26. November | Nora Goldenbogen                | deutsche Historikerin und Autorin                                                                             | 75    |                                   |
| 26. November | Gemma Hussey                    | irische Politikerin                                                                                           | 86    |                                   |
| 26. November | Ulrich Knoop                    | deutscher Germanist                                                                                           | 83    |                                   |
| 26. November | André Lajoinie                  | französischer Politiker                                                                                       | 94    |                                   |
| 26. November | Marija Limanskaja               | sowjetische Militärpolizistin                                                                                 | 100   |                                   |
| 26. November | Pedro Reyes                     | kubanischer Boxer                                                                                             | 65    |                                   |
| 26. November | Shashi Ruia                     | indischer Unternehmer                                                                                         | 80    |                                   |
| 26. November | Juan Manuel Salvat              | kubanisch-US-amerikanischer Verleger, Buchhandlungsinhaber und Politaktivist                                  | 84    |                                   |
| 26. November | Scott L. Schwartz               | US-amerikanischer Wrestler und Schauspieler                                                                   | 65    |                                   |
| 26. November | Wilhelm Solms                   | deutscher Germanist                                                                                           | 87    |                                   |
| 26. November | Choan-Seng Song                 | taiwanischer Theologe                                                                                         | 95    |                                   |
| 26. November | Angelika Steeb                  | deutsche Krankenschwester und Autorin                                                                         | 70    |                                   |
| 26. November | Anders Widmark                  | schwedischer Jazzpianist und -komponist                                                                       | 61    |                                   |
| 25. November | Pedro Agramunt Font de Mora     | spanischer Politiker                                                                                          | 73    |                                   |
| 25. November | Miguel Ayuso Guixot             | spanischer Kardinal                                                                                           | 72    |                                   |
| 25. November | Carlo Barsotti                  | italienischer Fernseh- und Filmregisseur sowie Schauspieler                                                   | 85    |                                   |
| 25. November | Hanno Fischer                   | deutscher Flugzeugkonstrukteur                                                                                | 100   |                                   |
| 25. November | Dieter W. Haller                | deutscher Diplomat                                                                                            | 70    |                                   |
| 25. November | Eike Hensch                     | deutscher Architekt                                                                                           | 89    |                                   |
| 25. November | Earl Holliman                   | US-amerikanischer Schauspieler, Tierschützer und Sänger                                                       | 96    |                                   |
| 25. November | Agnieszka Jurek                 | polnische Filmemacherin                                                                                       | 53    |                                   |
| 25. November | Keith R. Kernspecht             | deutscher Autor, Unternehmer und Kampfkunstlehrer                                                             | 79    |                                   |
| 25. November | Peter Nenniger                  | deutscher Psychologe und Erziehungswissenschaftler                                                            | 80    |                                   |
| 25. November | Harry Nippert                   | deutscher Fußballspieler und -trainer                                                                         | 90    |                                   |
| 25. November | Walter Oelert                   | deutscher Physiker                                                                                            | 82    |                                   |
| 25. November | Dietrich Schmoll                | deutscher Mediziner                                                                                           | 94    |                                   |
| 25. November | John Tinniswood                 | britischer Altersrekordler                                                                                    | 112   |                                   |
| 24. November | Urs Allemann                    | Schweizer Schriftsteller und Journalist                                                                       | 76    |                                   |
| 24. November | Heinz Birch                     | deutscher Diplomat                                                                                            | 97    |                                   |
| 24. November | Barbara Taylor Bradford         | britische Schriftstellerin                                                                                    | 91    |                                   |
| 24. November | Breyten Breytenbach             | südafrikanisch-französischer Schriftsteller, Anti-Apartheid-Aktivist und Maler                                | 85    |                                   |
| 24. November | Helen Gallagher                 | US-amerikanische Schauspielerin, Tänzerin und Sängerin                                                        | 98    |                                   |
| 24. November | Arnold Hasselblatt              | deutscher Pharmakologe                                                                                        | 95    |                                   |
| 24. November | Michail Kusmin                  | sowjetischer bzw. russischer Geologe                                                                          | 86    |                                   |
| 24. November | Jos Lammertink                  | niederländischer Radrennfahrer                                                                                | 66    |                                   |
| 24. November | Félix Manuel Pérez Miyares      | spanischer Politiker                                                                                          | 88    |                                   |
| 24. November | Colin Renfrew                   | britischer Archäologe und Life Peer                                                                           | 87    |                                   |
| 24. November | Lilly Scheuermann               | österreichische Balletttänzerin                                                                               | 79    |                                   |
| 24. November | Juozas Šikšnelis                | litauischer Schriftsteller                                                                                    | 74    |                                   |
| 24. November | Siegfried Thiele                | deutscher Komponist und Hochschulrektor                                                                       | 90    |                                   |
| 24. November | Henning Wegener                 | deutscher Diplomat                                                                                            | 88    |                                   |
| 23. November | Valérie Duchâteau               | französische Gitarristin                                                                                      | 59    |                                   |
| 23. November | Moritz Fuhrhop                  | deutscher Blues-Organist                                                                                      | 44    |                                   |
| 23. November | Fred R. Harris                  | US-amerikanischer Politiker                                                                                   | 94    |                                   |
| 23. November | Karel Holý                      | tschechoslowakischer Eishockeyspieler                                                                         | 68    |                                   |
| 23. November | Jean Jourden                    | französischer Radrennfahrer                                                                                   | 82    |                                   |
| 23. November | Walter Kaminsky                 | deutscher Chemiker                                                                                            | 83    |                                   |
| 23. November | Hans-Werner Prahl               | deutscher Soziologe                                                                                           | 80    |                                   |
| 23. November | Helmut Reiser                   | deutscher Pädagoge                                                                                            | 82    |                                   |
| 23. November | Kaspar Vallot                   | deutscher Journalist                                                                                          | 99    |                                   |
| 23. November | Michael Villella                | US-amerikanischer Schauspieler                                                                                | 84    |                                   |
| 22. November | Wolfgang Behla                  | deutscher Fußballspieler und -trainer                                                                         | 82    |                                   |
| 22. November | Michael Brammann                | deutscher Tonmeister                                                                                          | 77    |                                   |
| 22. November | Rolf Brederlow                  | deutscher Schauspieler                                                                                        | 63    |                                   |
| 22. November | Peter Fenwick                   | britischer Neuropsychiater und Neurophysiologe                                                                | 89    |                                   |
| 22. November | Lutz Gebhardt                   | deutscher Verleger                                                                                            | 72    |                                   |
| 22. November | Janabil                         | chinesischer Politiker                                                                                        | 90    |                                   |
| 22. November | Richard W. Murphy               | US-amerikanischer Diplomat                                                                                    | 95    |                                   |
| 22. November | Bernd Pietschmann               | deutscher Wirtschaftswissenschaftler und Hochschulrektor                                                      | 62    |                                   |
| 22. November | Susan Pitt                      | US-amerikanische Schwimmerin                                                                                  | 76    |                                   |
| 22. November | Dumitru Popescu                 | rumänischer Journalist, Schriftsteller und Politiker                                                          | 96    |                                   |
| 22. November | Jörg Philipp Terhechte          | deutscher Rechtswissenschaftler                                                                               | 49    |                                   |
| 22. November | Manfred Trümper                 | deutscher Physiker                                                                                            | 90    |                                   |
| 22. November | Walter Ullrich                  | deutscher Schauspieler, Theaterregisseur und -intendant                                                       | 93    |                                   |
| 22. November | Serge Vohor                     | vanuatuischer Politiker                                                                                       | 69    |                                   |
| 22. November | Mark Withers                    | US-amerikanischer Schauspieler                                                                                | 77    |                                   |
| 22. November | Eduard Zehnder                  | Schweizer Mathematiker                                                                                        | 84    |                                   |
| 22. November | Helmut Zolles                   | österreichischer Ökonom                                                                                       | 81    |                                   |
| 21. November | Karekin Bekdjian                | armenischer Erzbischof                                                                                        | 81    |                                   |
| 21. Novmeber | Dieter Boris                    | deutscher Soziologe und Lateinamerikanist                                                                     | 81    |                                   |
| 21. November | Gianfranco Dalla Barba          | italienischer Fechter und Mediziner                                                                           | 67    |                                   |
| 21. November | Boston Fawkes                   | australischer Fechter                                                                                         | 26    |                                   |
| 21. November | Pehr G. Gyllenhammar            | schwedischer Manager und Politiker                                                                            | 89    |                                   |
| 21. November | Rien Kaashoek                   | niederländischer Mathematiker                                                                                 | 87    |                                   |
| 21. November | Andrea Kékesy                   | ungarische Eiskunstläuferin                                                                                   | 98    |                                   |
| 21. November | Siegfried Kuntsche              | deutscher Historiker und Archivar                                                                             | 89    |                                   |
| 21. November | Joël Prévost                    | französischer Chansonsänger                                                                                   | 74    |                                   |
| 21. November | Werner Rinaß                    | deutscher Fußballspieler                                                                                      | 85    |                                   |
| 21. November | Richard John Sklba              | US-amerikanischer Bischof                                                                                     | 89    |                                   |
| 21. November | Jürgen Thormann                 | deutscher Schauspieler, Synchronsprecher, Regisseur sowie Hörspiel- und Hörbuchsprecher                       | 96    |                                   |
| 21. November | Friedhelm Waldhausen            | deutscher Mathematiker                                                                                        | 85    |                                   |
| 20. November | José Luis Azcona Hermoso        | spanisch-brasilianischer Bischof                                                                              | 84    |                                   |
| 20. November | Marshall Brain                  | US-amerikanischer Autor                                                                                       | 63    |                                   |
| 20. November | Zeev Erlich                     | israelischer Hobbyhistoriker und Siedler                                                                      | 71    |                                   |
| 20. November | Kelly Friesen                   | kanadischer Jazzmusiker                                                                                       | 57    |                                   |
| 20. November | Bernhard Gertz                  | deutscher Jurist                                                                                              | 79    |                                   |
| 20. November | Ursula Haverbeck                | deutsche Holocaustleugnerin und NS-Aktivistin                                                                 | 96    |                                   |
| 20. November | David Miller                    | britischer Philosoph                                                                                          | 82    |                                   |
| 20. November | Rasoul Mirmalek                 | iranischer Ringer                                                                                             | 86    |                                   |
| 20. November | John Prescott                   | britischer Politiker und Peer                                                                                 | 86    |                                   |
| 20. November | René Regenass                   | Schweizer Schriftsteller                                                                                      | 89    |                                   |
| 20. November | M. Jodi Rell                    | US-amerikanische Politikerin                                                                                  | 78    |                                   |
| 20. November | Hugo Wormsbecher                | sowjetischer bzw. russischer Schriftsteller und Verbandsfunktionär                                            | 86    |                                   |
| 19. November | Klaus Allgayer                  | deutscher Skispringer                                                                                         | 46    |                                   |
| 19. November | Cesare Bonizzi                  | italienischer Mönch und Sänger                                                                                | 78    |                                   |
| 19. November | Tony Campolo                    | US-amerikanischer Theologe, Soziologe und Autor                                                               | 89    |                                   |
| 19. November | Colin Chilvers                  | britischer Spezialeffektkünstler und Regisseur                                                                | 79    |                                   |
| 19. November | Bernadette Després              | französische Illustratorin und Comiczeichnerin                                                                | 83    |                                   |
| 19. November | Walter Fladerer                 | deutscher Fußballspieler                                                                                      | 84    |                                   |
| 19. November | András Fricsay                  | ungarischer Schauspieler und Regisseur                                                                        | 82    |                                   |
| 19. November | Reggie Gibson                   | US-amerikanischer Rapper und Musikproduzent                                                                   | 54    |                                   |
| 19. November | Werner Klippert                 | deutscher Autor und Dramaturg                                                                                 | 101   |                                   |
| 19. November | Walter Korpi                    | schwedischer Soziologe                                                                                        | 90    |                                   |
| 19. November | Ron O’Brien                     | US-amerikanischer Wasserspringer und Wassersprungtrainer                                                      | 86    |                                   |
| 19. November | Giorgio Pusceddu                | Persönlichkeit auf Sardinien                                                                                  | 69    |                                   |
| 19. November | Wolfgang Sobek                  | deutscher Chemiker                                                                                            | 79    |                                   |
| 19. November | Dieter Stanfel                  | österreichischer Autor                                                                                        | 84    |                                   |
| 18. November | Odile Bailleux                  | französische Cembalistin und Organistin                                                                       | 84    |                                   |
| 18. November | Wolfgang Bernhardt              | deutscher Jurist und Unternehmensberater                                                                      | 88    |                                   |
| 18. November | Jordi Bonell                    | spanischer Gitarrist und Komponist                                                                            | 66    |                                   |
| 18. November | Charles Dumont                  | französischer Komponist                                                                                       | 95    |                                   |
| 18. November | Gerhard Jacobs                  | deutscher Politiker                                                                                           | 86    |                                   |
| 18. November | Emile Jansen                    | niederländischer Regisseur, Filmproduzent und Schauspieler                                                    | 64    |                                   |
| 18. November | Jan Keizer                      | niederländischer Fußballschiedsrichter                                                                        | 84    |                                   |
| 18. November | Karl Kohn                       | US-amerikanischer Komponist, Pianist und Musikpädagoge                                                        | 98    |                                   |
| 18. November | Amar Kudin                      | kroatisch-italienischer Rugbyspieler                                                                          | 32    |                                   |
| 18. November | Bob Love                        | US-amerikanischer Basketballspieler                                                                           | 81    |                                   |
| 18. November | Babette Ludowici                | deutsche Prähistorikerin                                                                                      | 61    |                                   |
| 18. November | Bjørn Müller                    | norwegischer Sänger                                                                                           | 64    |                                   |
| 18. November | Cornelius Nägler                | deutscher Politiker                                                                                           | 88    |                                   |
| 18. November | Manfred Ohrenstein              | US-amerikanischer Politiker                                                                                   | 99    |                                   |
| 18. November | György Pauk                     | ungarischer Violinist                                                                                         | 88    |                                   |
| 18. November | Colin Petersen                  | australischer Schauspieler und Musiker                                                                        | 78    |                                   |
| 18. November | Thomas Raiser                   | deutscher Rechtswissenschaftler                                                                               | 89    |                                   |
| 18. November | Heinrich Stern                  | deutscher Koch                                                                                                | 86    |                                   |
| 18. November | Enriqueta Tarrés                | spanische Opernsängerin                                                                                       | 90    |                                   |
| 18. November | Mark Wildman                    | englischer English-Billiards- und Snookerspieler                                                              | 88    |                                   |
| 17. November | Rido Bayonne                    | kongolesisch-französischer Multiinstrumentalist, Komponist und Orchesterleiter                                | 77    |                                   |
| 17. November | Glenn Campbell                  | US-amerikanischer Filmregisseur, Filmproduzent, Drehbuchautor, Filmschauspieler und Visual Effects Supervisor | 67    |                                   |
| 17. November | Bernard Chiarelli               | französischer Fußballspieler und -trainer                                                                     | 90    |                                   |
| 17. November | Muazzez İlmiye Çığ              | türkische Sumerologin                                                                                         | 110   |                                   |
| 17. November | Jeff Dozier                     | US-amerikanischer Umweltwissenschaftler und Hydrologe                                                         | 80    |                                   |
| 17. November | Gerhard Dünnhaupt               | deutscher Germanist, Bibliograph und Buchhistoriker                                                           | 97    |                                   |
| 17. November | Joachim „Achim“ Griese          | deutscher Segler                                                                                              | 72    |                                   |
| 17. November | Peter Krier                     | deutscher Funktionär                                                                                          | 89    |                                   |
| 17. November | Friedrich von Metzler           | deutscher Bankier                                                                                             | 81    |                                   |
| 17. November | Ehrhart Neubert                 | deutscher Theologe, DDR-Oppositioneller und Politiker                                                         | 84    |                                   |
| 17. November | Orestes Rodríguez Vargas        | peruanisch-spanischer Schachspieler                                                                           | 81    |                                   |
| 17. November | Virgilio Röschlein              | deutscher Politiker                                                                                           | 96    |                                   |
| 17. November | Siaka Toumani Sangaré           | malischer Militär und Politiker                                                                               | 69    |                                   |
| 17. November | Allan Svensson                  | schwedischer Schauspieler                                                                                     | 73    |                                   |
| 17. November | Macoto Takahashi                | japanischer Zeichner, Illustrator und Mangaka                                                                 | 90    |                                   |
| 17. November | Hugo Villaverde                 | argentinischer Fußballspieler und -trainer                                                                    | 70    |                                   |
| 17. November | Alma Wallraff                   | deutsche Dichterin und Herausgeberin                                                                          | 40    |                                   |
| 16. November | Shōji Aketagawa                 | japanischer Jazzpianist                                                                                       | 74    |                                   |
| 16. November | Richard V. Allen                | US-amerikanischer Politiker und Berater                                                                       | 88    |                                   |
| 16. November | Ursula Bauer                    | Schweizer Autorin                                                                                             | 77    |                                   |
| 16. November | Dejan Despić                    | jugoslawischer bzw. serbischer Komponist, Autor, Musiktheoretiker und Pädagoge                                | 94    |                                   |
| 16. November | Mikhail Eremets                 | sowjetischer bzw. belarussischer Physiker                                                                     | 75    |                                   |
| 16. November | Michael Grube                   | deutscher Violinist                                                                                           | 70    |                                   |
| 16. November | John Hine                       | britischer Bischof                                                                                            | 86    |                                   |
| 16. November | Lady Java                       | US-amerikanische Sängerin und Aktivistin                                                                      | 82    |                                   |
| 16. November | Hamid Merakchi                  | algerischer Fußballspieler                                                                                    | 48    |                                   |
| 16. November | Carmen Nibigira                 | burundische Reiseveranstalterin und Tourismusmanagerin                                                        | 46    |                                   |
| 16. November | Schengis Nurghalijew            | kasachischer Politiker                                                                                        | 62    |                                   |
| 16. November | Audun Øfsti                     | norwegischer Philosoph                                                                                        | 86    |                                   |
| 16. November | Dieter Rudorf                   | deutscher Politiker                                                                                           | 86    |                                   |
| 16. November | Wladimir Schkljarow             | russischer Balletttänzer                                                                                      | 39    |                                   |
| 16. November | Swetlana Swetlitschnaja         | sowjetische bzw. russische Schauspielerin                                                                     | 84    |                                   |
| 16. November | Olav Thon                       | norwegischer Unternehmer                                                                                      | 101   |                                   |
| 16. November | Wolfgang Weber                  | deutscher Aktivist und Autor                                                                                  | 75    |                                   |
| 16. November | Gerry Weil                      | österreichisch-venezolanischer Jazzmusiker                                                                    | 85    |                                   |
| 16. November | Clifton R. Wharton junior       | US-amerikanischer Unternehmer und Politiker                                                                   | 98    |                                   |
| 16. November | Josef Zilch                     | deutscher Dirigent und Komponist                                                                              | 96    |                                   |
| 15. November | Egon Becker                     | deutscher Wissenschaftsforscher                                                                               | 88    |                                   |
| 15. November | Celeste Caeiro                  | portugiesische Kellnerin und Zeitzeugin                                                                       | 91    |                                   |
| 15. November | Erika Gromnica-Ihle             | deutsche Ärztin                                                                                               | 84    |                                   |
| 15. November | Romualds Kalsons                | sowjetischer bzw. lettischer Komponist und Dirigent                                                           | 88    |                                   |
| 15. November | Béla Károlyi                    | ungarisch-rumänisch-US-amerikanischer Turntrainer                                                             | 82    |                                   |
| 15. November | Jon Kenny                       | irischer Schauspieler und Comedian                                                                            | 66    |                                   |
| 15. November | Eileen Kramer                   | australische Tänzerin, Choreographin und Künstlerin                                                           | 110   |                                   |
| 15. November | Paul Levi                       | deutscher Informatiker und Autor                                                                              | 80    | [ 1 ]                             |
| 15. November | Alessandro Marchetti            | italienischer Regisseur, Schauspieler und Schauspieldozent                                                    | 94    |                                   |
| 15. November | István Nemere                   | ungarischer Schriftsteller und Übersetzer                                                                     | 80    |                                   |
| 15. November | Michael Osei                    | ghanaischer Fußballspieler und -trainer                                                                       | 53    |                                   |
| 15. November | Finn Savery                     | dänischer Musiker                                                                                             | 91    |                                   |
| 15. November | Frank Schäffer                  | deutscher Fußballspieler und Sänger                                                                           | 72    |                                   |
| 15. November | Ahmed Mohammed Mahamoud Silanyo | somalischer Politiker                                                                                         | 86    |                                   |
| 15. November | Sönke Sönksen                   | deutscher Springreiter und Reitsporttrainer                                                                   | 86    |                                   |
| 15. November | Dieter Tartemann                | deutscher Fußballtrainer                                                                                      | 80    |                                   |
| 15. November | Paul Teal                       | US-amerikanischer Schauspieler                                                                                | 35    |                                   |
| 15. November | Patrick Venzke                  | deutscher American-Football-Spieler                                                                           | 49    |                                   |
| 15. November | Hans Weingartz                  | deutscher Verleger                                                                                            | 75    |                                   |
| 15. November | Yuriko, Prinzessin Mikasa       | japanische Prinzessin                                                                                         | 101   |                                   |
| 15. November | George Zweifel                  | Schweizer Chemiker                                                                                            | 98    |                                   |
| 14. November | Elisabeth Allmers               | deutsche Verlegerin                                                                                           | 94    |                                   |
| 14. November | Wadim Browzew                   | südossetischer Politiker                                                                                      | 55    |                                   |
| 14. November | Dennis Bryon                    | britischer Schlagzeuger                                                                                       | 75    |                                   |
| 14. November | João Diogo                      | portugiesischer Sportjournalist                                                                               |       |                                   |
| 14. November | Dervilla Donnelly               | irische Chemikerin                                                                                            | 94    |                                   |
| 14. November | Manfred Eichel                  | deutscher Journalist und Filmemacher                                                                          | 86    |                                   |
| 14. November | Vic Flick                       | britischer Gitarrist                                                                                          | 87    |                                   |
| 14. November | Hans Heß                        | deutscher Konteradmiral der NVA                                                                               | 95    |                                   |
| 14. November | Friedrich Knapp                 | deutscher Unternehmer                                                                                         | 73    |                                   |
| 14. November | Manfred Kolbe                   | deutscher Lehrer und Politiker                                                                                | 90    |                                   |
| 14. November | Renate Ludwig                   | deutsche Archäologin                                                                                          | ≈69   |                                   |
| 14. November | Hermann Josef Schieffer         | deutscher Mediziner                                                                                           | 90    |                                   |
| 14. November | Peter Sinfield                  | britischer Lyriker, Songtexter, Sänger und Musikproduzent                                                     | 80    |                                   |
| 13. November | Teodoro Buhain                  | philippinischer Weihbischof                                                                                   | 87    |                                   |
| 13. November | Franco Ferrarotti               | italienischer Soziologe                                                                                       | 98    |                                   |
| 13. November | Jacqueline Heaney-Hauser        | schweizerisch-französische Textilkünstlerin                                                                   | 85    |                                   |
| 13. November | Dan Hennessey                   | kanadischer Synchronsprecher und Regisseur                                                                    | 82    |                                   |
| 13. November | Barry Jordan                    | südafrikanischer Kirchenmusiker                                                                               | 66    |                                   |
| 13. November | Renate Lüllmann-Rauch           | deutsche Anatomin                                                                                             | 82    |                                   |
| 13. November | Theodore Olson                  | US-amerikanischer Jurist                                                                                      | 84    |                                   |
| 13. November | Helmut Ortner                   | österreichischer Schauspieler                                                                                 | 97    |                                   |
| 13. November | Renate Roland                   | deutsche Schauspielerin                                                                                       | 81    |                                   |
| 13. November | Werner Seltmann                 | deutscher Fagottist                                                                                           | 94    |                                   |
| 13. November | John Skeffington                | britischer Peer                                                                                               | 84    |                                   |
| 13. November | Paul Staes                      | belgischer Politiker                                                                                          | 78    |                                   |
| 13. November | Shel Talmy                      | US-amerikanischer Musikproduzent                                                                              | 87    |                                   |
| 13. November | Tanikawa Shuntarō               | japanischer Schriftsteller und Übersetzer                                                                     | 92    |                                   |
| 13. November | Daim Zainuddin                  | malaysischer Politiker                                                                                        | 86    |                                   |
| 12. November | Saïd Ben Mustapha               | tunesischer Politiker                                                                                         | 86    |                                   |
| 12. November | Bronisław Bernacki              | ukrainischer Bischof                                                                                          | 80    |                                   |
| 12. November | Agnes Buen Garnås               | norwegische Sängerin                                                                                          | 78    |                                   |
| 12. November | Joanne Chory                    | US-amerikanische Pflanzenbiologin und Genetikerin                                                             | 69    |                                   |
| 12. November | Sebald Daum                     | deutscher Militär                                                                                             | 90    |                                   |
| 12. November | Michel Elkoubi                  | französischer Automobilrennfahrer                                                                             | 77    |                                   |
| 12. November | Helmut Koch                     | deutscher Mathematiker                                                                                        | 92    |                                   |
| 12. November | Barrie Gavin                    | britischer Filmregisseur                                                                                      | 89    |                                   |
| 12. November | Roy Haynes                      | US-amerikanischer Jazz-Schlagzeuger                                                                           | 99    |                                   |
| 12. November | John Horgan                     | kanadischer Politiker                                                                                         | 65    |                                   |
| 12. November | Michael Hübner                  | deutscher Radsportler und Radsportfunktionär                                                                  | 65    |                                   |
| 12. November | Kitanofuji Katsuaki             | japanischer Sumōringer                                                                                        | 82    |                                   |
| 12. November | Thomas E. Kurtz                 | US-amerikanischer Mathematiker und Informatiker                                                               | 96    |                                   |
| 12. November | Liang Guanglie                  | chinesischer General und Politiker                                                                            | 83    |                                   |
| 12. November | Bent Mejding                    | dänischer Schauspieler und Theaterintendant                                                                   | 87    |                                   |
| 12. November | Kalambay Otepa                  | kongolesischer Fußballspieler                                                                                 | 76    |                                   |
| 12. November | Song Jae-rim                    | südkoreanischer Schauspieler und Model                                                                        | 39    |                                   |
| 12. November | Egon Stratmann                  | deutscher bildender Künstler und Glasmaler                                                                    | 88    |                                   |
| 12. November | Vardis Vardinogiannis           | griechischer Manager und Unternehmer                                                                          | 90    |                                   |
| 12. November | Timothy West                    | britischer Schauspieler                                                                                       | 90    |                                   |
| 12. November | Christoph von Wolzogen          | deutscher Philosoph                                                                                           | 76    |                                   |
| 11. November | Marco Angulo                    | ecuadorianischer Fußballspieler                                                                               | 22    |                                   |
| 11. November | Frank Auerbach                  | britisch-deutscher Maler                                                                                      | 93    |                                   |
| 11. November | Marie Benešová                  | tschechische Politikerin                                                                                      | 76    |                                   |
| 11. November | René Djian                      | französischer Leichtathlet                                                                                    | 97    |                                   |
| 11. November | Christian Godard                | französischer Comiczeichner und -autor                                                                        | 92    |                                   |
| 11. November | Michael Krejci                  | deutscher Germanist                                                                                           | 88    |                                   |
| 11. November | Kurt Nelhiebel                  | deutscher Autor                                                                                               | 97    |                                   |
| 11. November | Peter Nidetzky                  | österreichischer Fernsehmoderator                                                                             | 84    |                                   |
| 11. November | Manfred Niekisch                | deutscher Biologe                                                                                             | 73    |                                   |
| 11. November | John Peaslee                    | US-amerikanischer Drehbuchautor und Produzent                                                                 | 73    |                                   |
| 11. November | Ulrich Renz                     | deutscher Historiker und Journalist                                                                           | 90    |                                   |
| 11. November | Eduard Sdobnikow                | sowjetischer Moderner Fünfkämpfer                                                                             | 86    |                                   |
| 11. November | Zeynel Soyuer                   | türkischer Fußballspieler                                                                                     | 84    |                                   |
| 11. November | Martina Steinkühler             | deutsche Theologin und Autorin                                                                                | 63    |                                   |
| 11. November | Coşkun Taş                      | türkischer Fußballspieler und -trainer                                                                        | 90    |                                   |
| 10. November | Barbara Aland                   | deutsche Theologin und Philologin                                                                             | 87    |                                   |
| 10. November | Xu Chao                         | chinesischer Bahnradfahrer                                                                                    | 30    |                                   |
| 10. November | Tim Crow                        | britischer Psychiater                                                                                         | 86    |                                   |
| 10. November | Pepe Justicia                   | spanischer Gitarrist                                                                                          | 64    |                                   |
| 10. November | Dallas Long                     | US-amerikanischer Leichtathlet                                                                                | 84    |                                   |
| 10. November | Hermann Marchl                  | deutscher Fußballspieler                                                                                      | 82    |                                   |
| 10. November | Walter May                      | deutscher Architekturhistoriker und Autor                                                                     | 87    |                                   |
| 10. November | Jacky Milliet                   | Schweizer Jazzmusiker                                                                                         | 92    |                                   |
| 10. November | Arnold Oss                      | US-amerikanischer Eishockeyspieler                                                                            | 96    |                                   |
| 10. November | Helmut Pflugradt                | deutscher Politiker                                                                                           | 75    |                                   |
| 10. November | Rainer Welz                     | deutscher Politiker                                                                                           | 81    |                                   |
| 10. November | Rosemarie Will                  | deutsche Autorin                                                                                              | 72    |                                   |
| 9. November  | Dieter Adler                    | deutscher Sportjournalist                                                                                     | 88    |                                   |
| 9. November  | Hassan Akesbi                   | marokkanischer Fußballspieler und -trainer                                                                    | 89    |                                   |
| 9. November  | Bobby Allison                   | US-amerikanischer Rennfahrer                                                                                  | 86    |                                   |
| 9. November  | Roland Astor                    | österreichischer Schauspieler                                                                                 | 83    |                                   |
| 9. November  | Giannis Boutaris                | griechischer Winzer und Politiker                                                                             | 82    |                                   |
| 9. November  | Jean-Marie Untaani Compaoré     | burkinischer Erzbischof                                                                                       | 91    |                                   |
| 9. November  | Katharina Copony                | österreichische Filmemacherin                                                                                 | 51    |                                   |
| 9. November  | Lou Donaldson                   | US-amerikanischer Saxophonist, Bandleader und Komponist                                                       | 98    |                                   |
| 9. November  | Edith Franke                    | deutsche Politikerin                                                                                          | 82    |                                   |
| 9. November  | Frank Hartmann                  | deutscher Ringer und -trainer                                                                                 | 75    |                                   |
| 9. November  | Judith Jamison                  | US-amerikanische Tänzerin und Choreographin                                                                   | 81    |                                   |
| 9. November  | Ella Jenkins                    | US-amerikanische Musikerin                                                                                    | 100   |                                   |
| 9. November  | James Patrick Keleher           | US-amerikanischer Erzbischof                                                                                  | 93    |                                   |
| 9. November  | Viesturs Meijers                | lettischer Schachspieler                                                                                      | 56    |                                   |
| 9. November  | Inés Fernández Moreno           | argentinische Schriftstellerin                                                                                |       |                                   |
| 9. November  | Ram Narayan                     | indischer Musiker                                                                                             | 96    |                                   |
| 9. November  | Walerija Narbikowa              | sowjetische bzw. russische Schriftstellerin                                                                   | 66    |                                   |
| 9. November  | Hans Jürgen Refior              | deutscher Orthopäde                                                                                           | 86    |                                   |
| 9. November  | Günter Rixe                     | deutscher Politiker                                                                                           | 85    |                                   |
| 9. November  | Heinz-Jürgen Rothe              | deutscher Psychologe                                                                                          | 77    |                                   |
| 9. November  | Heinrich Rudert                 | deutscher Mediziner                                                                                           | 89    |                                   |
| 9. November  | Herbert Schnädelbach            | deutscher Philosoph                                                                                           | 88    |                                   |
| 9. November  | Jack Staller                    | niederländischer Illustrator und Comiczeichner                                                                | 82    |                                   |
| 9. November  | Rudolf Trauner junior           | österreichischer Politiker                                                                                    | 70    |                                   |
| 9. November  | Heinz Weißmantel                | deutscher Elektroingenieur                                                                                    | 90    |                                   |
| 8. November  | Betty Bausch-Polak              | niederländische Holocaustüberlebende und Zeitzeugin                                                           | 105   |                                   |
| 8. November  | George Bohanon                  | US-amerikanischer Jazzposaunist                                                                               | 87    |                                   |
| 8. November  | Michael Eitan                   | israelischer Politiker                                                                                        | 80    |                                   |
| 8. November  | Fernando Fragata                | portugiesischer Filmregisseur                                                                                 | 58    |                                   |
| 8. November  | Eugen Gerritz                   | deutscher Politiker                                                                                           | 89    |                                   |
| 8. November  | Lutz-Michael Häder              | deutscher Fußballspieler                                                                                      | 77    |                                   |
| 8. November  | Harald Holz                     | deutscher Philosoph                                                                                           | 94    |                                   |
| 8. November  | Rumen Iwanow                    | bulgarischer Fußballspieler                                                                                   | 51    |                                   |
| 8. November  | Rachid Mekhloufi                | französisch-algerischer Fußballspieler und -trainer                                                           | 88    |                                   |
| 8. November  | Helle Meri                      | estnische Schauspielerin                                                                                      | 75    |                                   |
| 8. November  | Titinga Frédéric Pacéré         | burkinischer Autor und Rechtsanwalt                                                                           | 80    |                                   |
| 8. November  | Jerry M. Patterson              | US-amerikanischer Politiker                                                                                   | 90    |                                   |
| 8. November  | Ricky Shayne                    | libanesisch-französischer Schlagersänger                                                                      | 80    |                                   |
| 8. November  | June Spencer                    | britische Schauspielerin                                                                                      | 105   |                                   |
| 8. November  | Jörg Trempler                   | deutscher Kunsthistoriker                                                                                     | 54    |                                   |
| 7. November  | Hannes Bahrmann                 | deutscher Journalist und Sachbuchautor                                                                        | 72    |                                   |
| 7. November  | Jürgen Becker                   | deutscher Schriftsteller                                                                                      | 92    |                                   |
| 7. November  | Roy Cansdale                    | britischer Jazzmusiker                                                                                        | 80    |                                   |
| 7. November  | Ismail Çoban                    | türkisch-deutscher Maler und Grafiker                                                                         | 79    |                                   |
| 7. November  | Walter Dahn                     | deutscher Maler, Fotograf und Tonkünstler                                                                     | 70    |                                   |
| 7. November  | Louis Edward Gelineau           | US-amerikanischer Bischof                                                                                     | 96    |                                   |
| 7. November  | Geneviève Grad                  | französische Schauspielerin                                                                                   | 80    |                                   |
| 7. November  | Ivica Krajač                    | jugoslawischer Musiker                                                                                        | 86    |                                   |
| 7. November  | Heinz Dieter Kutzbach           | deutscher Ingenieur und Autor                                                                                 | 84    |                                   |
| 7. November  | Max Linke                       | deutscher Geograph                                                                                            | 89    |                                   |
| 7. November  | Sergio Los                      | italienischer Architekt                                                                                       | 90    |                                   |
| 7. November  | Lui Che Woo                     | chinesischer Unternehmer                                                                                      | 95    |                                   |
| 7. November  | Hermann Josef Mispelbaum        | deutscher Künstler                                                                                            | 80    |                                   |
| 7. November  | Ann-Monika Pleitgen             | deutsche Schauspielerin und Schriftstellerin                                                                  | 83    |                                   |
| 7. November  | Stefan Plenkers                 | deutscher Maler und Grafiker                                                                                  | 79    |                                   |
| 7. November  | Kurt Stenzel                    | deutscher Leichtathlet                                                                                        | 62    |                                   |
| 7. November  | Iwan Tscharota                  | belarussischer Literaturkritiker, Historiker und Übersetzer                                                   | 72    |                                   |
| 6. November  | Dorothy Allison                 | US-amerikanische Schriftstellerin                                                                             | 75    |                                   |
| 6. November  | Wolf Beiglböck                  | österreichischer Mathematiker und Physiker                                                                    | 85    |                                   |
| 6. November  | Johannes Beutler                | deutscher Theologe                                                                                            | 91    |                                   |
| 6. November  | Gudula Budke                    | deutsche Schriftstellerin und Lyrikerin                                                                       | 98    |                                   |
| 6. November  | Sigmund Feuerabendt             | deutscher Yogalehrer                                                                                          | 96    |                                   |
| 6. November  | Pablo Hakimian                  | ägyptischer Bischof                                                                                           | 70    |                                   |
| 6. November  | Willi Hausmann                  | deutscher Verwaltungsjurist und politischer Beamter                                                           | 82    |                                   |
| 6. November  | Maximilian Heidenreich          | deutscher Fußballspieler und -trainer                                                                         | 57    |                                   |
| 6. November  | Walter Heynowski                | deutscher Dokumentarfilmregisseur                                                                             | 96    |                                   |
| 6. November  | Alexander Hoffmann              | deutscher Sachbuchautor und Schriftsteller                                                                    | 77    |                                   |
| 6. November  | Romain Jean                     | luxemburgischer Fußballtrainer                                                                                | 66    |                                   |
| 6. November  | Anna Lo                         | britische Politikerin                                                                                         | 74    |                                   |
| 6. November  | Daniel Nader                    | österreichischer Boxtrainer und -funktionär                                                                   | 42    |                                   |
| 6. November  | Philippe Nkiere Keana           | kongolesischer Bischof                                                                                        | 86    |                                   |
| 6. November  | John Nott                       | britischer Politiker                                                                                          | 92    |                                   |
| 6. November  | Madeleine Riffaud               | französische Widerstandskämpferin, Journalistin und Schriftstellerin                                          | 100   |                                   |
| 6. November  | Fabio Sartor                    | italienischer Schauspieler                                                                                    | 70    |                                   |
| 6. November  | Daniel Spoerri                  | schweizerisch-rumänischer bildender Künstler, Tänzer und Regisseur                                            | 94    |                                   |
| 6. November  | Tony Todd                       | US-amerikanischer Schauspieler                                                                                | 69    |                                   |
| 6. November  | Peter Weidhaas                  | deutscher Buchhändler und Manager                                                                             | 86    |                                   |
| 5. November  | Félicie Affolter                | Schweizer Psychologin und Logopädin                                                                           | 98    |                                   |
| 5. November  | Hanna Ahrens                    | deutsche Pastorin und Schriftstellerin                                                                        | 86    |                                   |
| 5. November  | Christian Bunners               | deutscher Theologe und Musikwissenschaftler                                                                   | 90    |                                   |
| 5. November  | Marise Chamberlain              | neuseeländische Leichtathletin                                                                                | 88    |                                   |
| 5. November  | David P. Farrington             | britischer Psychologe und Kriminologe                                                                         | 80    |                                   |
| 5. November  | Reinhard Fößmeier               | deutscher Mathematiker und Informatiker                                                                       | 69    |                                   |
| 5. November  | Asot Michael                    | antiguanischer Politiker                                                                                      | 54    |                                   |
| 5. November  | David G. Robinson               | britischer Zellbiologe                                                                                        | 77    |                                   |
| 5. November  | Alfred Schultheis               | deutscher Fußballspieler                                                                                      | 88    |                                   |
| 5. November  | Bruno Scrosati                  | italienischer Chemiker                                                                                        | 87    |                                   |
| 5. November  | Sharda Sinha                    | indische Volkssängerin                                                                                        | 72    |                                   |
| 5. November  | Sytze van der Zee               | niederländischer Journalist                                                                                   | 85    |                                   |
| 4. November  | Wilhelm Friedrich Boyens        | deutscher Fußballspieler und Manager                                                                          | 82    |                                   |
| 4. November  | Louis Cane                      | französischer Maler und Bildhauer                                                                             | 80    |                                   |
| 4. November  | Daniel Ceppi                    | Schweizer Comicautor                                                                                          | 73    |                                   |
| 4. November  | Peter de Rosa                   | britisch-irischer Roman- und Sachbuchautor                                                                    | 91    |                                   |
| 4. November  | Hans Diehl                      | deutscher Schauspieler                                                                                        | 84    |                                   |
| 4. November  | Herbert Dienelt                 | deutscher Fußballspieler                                                                                      | 86    |                                   |
| 4. November  | Kiki Håkansson                  | schwedische Schönheitskönigin                                                                                 | 95    |                                   |
| 4. November  | Erhard Kantzenbach              | deutscher Ökonom                                                                                              | 93    |                                   |
| 4. November  | Henryk Kocój                    | polnischer Historiker                                                                                         | 93    |                                   |
| 4. November  | Hajo van Lengen                 | deutscher Historiker                                                                                          | 84    |                                   |
| 4. November  | Bernard Marcus                  | US-amerikanischer Unternehmer                                                                                 | 95    |                                   |
| 4. November  | Hans Werner Münstermann         | deutscher Eishockeyspieler                                                                                    | 93    |                                   |
| 4. November  | Claus Pfeufer                   | deutscher Fußballspieler                                                                                      | 87    |                                   |
| 4. November  | Ursula Preuhs                   | deutsche Politikerin                                                                                          | 93    |                                   |
| 4. November  | Robin Renwick                   | britischer Politiker, Peer und Diplomat                                                                       | 86    |                                   |
| 4. November  | Marlena Robin-Winn              | deutsche Ärztin                                                                                               | 77    |                                   |
| 4. November  | Albert Schmidt                  | deutscher Politiker                                                                                           | 73    |                                   |
| 3. November  | Günther Drexler Schlein         | deutsch-uruguayischer Arzt und Schriftsteller                                                                 | 89    |                                   |
| 3. November  | Paul Engelen                    | britischer Maskenbildner                                                                                      | 75    |                                   |
| 3. November  | Huckleberry Fox                 | US-amerikanischer Schauspieler                                                                                | 50    |                                   |
| 3. November  | Quincy Jones                    | US-amerikanischer Musikproduzent, Komponist, Jazztrompeter, Arrangeur und Bandleader                          | 91    |                                   |
| 3. November  | Mechthild Lanfermann            | deutsche Journalistin und Schriftstellerin                                                                    | 55    |                                   |
| 3. November  | Friedrich Ristow                | deutscher Verwaltungs- und Kirchenjurist                                                                      | 83    |                                   |
| 3. November  | Peter Schnell                   | deutscher Jurist und Politiker                                                                                | 88    |                                   |
| 3. November  | Werner Voigt                    | deutscher Maler und Grafiker                                                                                  | 96    |                                   |
| 3. November  | Henning Zoz                     | deutscher Unternehmer                                                                                         | 60    |                                   |
| 2. November  | Wolfgang Börnsen                | deutscher Politiker                                                                                           | 82    |                                   |
| 2. November  | Jana Eberle                     | deutsch-tschechoslowakische Tischtennisspielerin                                                              | 71    |                                   |
| 2. November  | Janey Godley                    | britische Komikerin, Autorin und Schauspielerin                                                               | 63    |                                   |
| 2. November  | Jonathan Haze                   | US-amerikanischer Schauspieler                                                                                | 95    |                                   |
| 2. November  | William B. Jensen               | US-amerikanischer Chemiker und Chemiehistoriker                                                               | 76    |                                   |
| 2. November  | Frank Werner Peter              | deutscher Chirurg                                                                                             | 70    |                                   |
| 2. November  | Clement Quartey                 | ghanaischer Boxer                                                                                             | 86    |                                   |
| 2. November  | Alan Rachins                    | US-amerikanischer Schauspieler                                                                                | 82    |                                   |
| 2. November  | Hans Schneider                  | deutscher Jazz- und Improvisationsmusiker                                                                     | ≈73   |                                   |
| 2. November  | Heidemarie Schneider            | deutsche Schauspielerin                                                                                       | 80    |                                   |
| 2. November  | Juri Schokin                    | sowjetischer bzw. russischer Mathematiker                                                                     | 81    |                                   |
| 2. November  | Martin Tamcke                   | deutscher Theologe und Orientalist                                                                            | 69    |                                   |
| 2. November  | Dave Tomlin                     | britischer Jazz- und Fusion-Musiker                                                                           | ≈90   |                                   |
| 2. November  | Gaston Vogel                    | luxemburgischer Anwalt und Autor                                                                              | 87    |                                   |
| 1. November  | Mirta Acuña de Baravalle        | argentinische Menschenrechtsaktivistin                                                                        | 99    |                                   |
| 1. November  | Rohit Bal                       | indischer Modedesigner                                                                                        | 63    |                                   |
| 1. November  | Morten Stig Christensen         | dänischer Handballspieler und -funktionär                                                                     | 65    |                                   |
| 1. November  | João Scognamiglio Clá Dias      | brasilianischer Geistlicher und Ordensgründer                                                                 | 85    |                                   |
| 1. November  | Bibek Debroy                    | indischer Ökonom                                                                                              | 69    |                                   |
| 1. November  | Martin Krause                   | deutscher Koptologe                                                                                           | 94    |                                   |
| 1. November  | Bernard Manin                   | französischer Politikwissenschaftler                                                                          | 73    |                                   |
| 1. November  | Kanji Nishio                    | japanischer Germanist                                                                                         | 89    |                                   |
| 1. November  | Luis Onmura                     | brasilianischer Judoka                                                                                        | 64    |                                   |
| 1. November  | Alexander Pines                 | US-amerikanischer Chemiker                                                                                    | 79    |                                   |
| 1. November  | Michael Ruse                    | kanadischer Wissenschaftsphilosoph und Wissenschaftshistoriker                                                | 84    |                                   |

### Datum unbekannt
| Zeitangabe                          | Name                        | Beruf, bekannt als                               | Alter | Beleg |
| ----------------------------------- | --------------------------- | ------------------------------------------------ | ----- | ----- |
| 28. November oder 29. November      | Ursula Jobst                | deutsche Künstlerin                              | 95    |       |
| tot aufgefunden am 26. November     | Suchir Balaji               | US-amerikanischer KI-Forscher und Whistleblower  | 26    |       |
| tot aufgefunden am 26. November     | Bob Bryar                   | US-amerikanischer Schlagzeuger                   | 44    |       |
| Tod bekannt gegeben am 23. November | Gudrun Scholz               | deutsche Kunstwissenschaftlerin                  | ≈77   |       |
| Tod bekannt gegeben am 21. November | Marjan Kandus               | jugoslawischer Basketballspieler                 | 93    |       |
| Tod bekannt gegeben am 21. November | Mohammad Esmail Schuschtari | iranischer Politiker                             | ≈75   |       |
| Tod bekannt gegeben am 12. November | Radivoje Krivokapić         | jugoslawischer Handballspieler                   | 71    |       |
| Tod bekannt gegeben am 10. November | Emre Tukur                  | türkischer Musiker                               | 55    |       |
| Tod bekannt gegeben am 5. November  | Alexander Böhm              | österreichischer Politiker                       | 81    |       |
| Anfang November                     | Heinfried Henniger          | deutscher Journalist, Verlagslektor und Verleger | 90    |       |
| November                            | Imma Kilian-Dirlmeier       | deutsche Archäologin                             | ≈84   |       |
| November                            | Klaus Schichan              | deutscher Schauspieler und Stuntman              | 84    |       |